# Gaucelmus calidus
Espèce
Gaucelmus calidus est une espèce d'araignées aranéomorphes de la famille des Synotaxidae.

## Distribution
Cette espèce se rencontre dans des grottes au Mexique au San Luis Potosí, en Hidalgo, au Puebla, au Veracruz, en Oaxaca, au Tabasco et au Chiapas et au Guatemala,.

## Description
Le mâle holotype mesure 4,65 mm et la femelle 7 mm.
Les femelles mesurent de 4 à 9 mm.

## Systématique et taxinomie
Cette espèce a été décrite par Gertsch en 1971.

## Publication originale
- Gertsch, 1971 : « A report on some Mexican cave spiders. » Association for Mexican Cave Studies Bulletin, vol. 4, p. 47-111 (texte intégral).